# Font de les Besses II
La Font de les Besses II és un jaciment arqueològic al terme municipal de la Pobla de Cérvoles, (Les Garrigues), inclòs a l'Inventari del Patrimoni Arqueològic i Paleontològic de Catalunya.
Es troba a l'aire lliure i es pot acotar cronològicament des del Paleolític mitjà fins al Neolític.
Es vincula amb un context d'explotació agropecuària. Està ubicat en terrenys agrícoles a la vall del riu Set, on predominen conreus amb ametllers, cereals i fruiters. La zona quedarà totalment afectada per la construcció d'un nou embassament.
Fou localitzat com a resultat de la realització d'una prospecció arqueològica preventiva l'any 2003 en el marc del Pla Espacial Urbanístic de Reserva del Sòl (PEURS) al canal Segarra-Garrigues. Durant les tasques de prospeccions realitzades pel Grup d'Investigació Prehistòrica de la Universitat de Lleida, per encàrrec de l'empresa Regs de Catalunya S.A. (REGSA), es va identificar un conjunt de materials. La zona on es va localitzar el jaciment va quedar totalment afectada per la construcció del nou embassament.
El conjunt trobat a la Font de les Besses II està conformat per una gran ascla cortical de sílex retocada. No es van detectar ni materials ceràmics ni estructures associades a aquestes restes materials.